# Halifax (Vermont)
Halifax es un pueblo ubicado en el condado de Windham en el estado estadounidense de Vermont. En el año 2010 tenía una población de 728 habitantes y una densidad poblacional de 7 personas por km².

## Geografía
Halifax se encuentra ubicado en las coordenadas 42°46′55″N 72°44′58″O / 42.78194, -72.74944.

## Demografía
Según la Oficina del Censo en 2000 los ingresos medios por hogar en la localidad eran de $36.458 y los ingresos medios por familia eran $41.667. Los hombres tenían unos ingresos medios de $29.000 frente a los $23.542 para las mujeres. La renta per cápita para la localidad era de $17.738. Alrededor del 16,2% de la población estaban por debajo del umbral de pobreza.